# 島村秀男
島村 秀男（しまむら ひでお、1974年 - ）は、日本のシンガーソングライター、作詞家、作曲家、編曲家。東京都品川区出身。

## 略歴
アコーディオンを演奏しながら歌唱・パフォーマンスを行うスタイルで活動し、耽美的かつ幻想的な雰囲気を持つ楽曲や、物語性を含んだ独自の世界観を特徴としている。
演劇や映像作品の音楽も多数手がけており、表現の幅は多岐にわたる。
音楽ユニット「アムリタス」のボーカルを務めるほか、過去には「SISTER+」としても活動していた。
また、アイドルグループ「唯美人形」の音楽プロデュース、楽曲提供や編曲も行っている。
かつて存在したライブサロン「青い部屋」にレギュラー出演していた。
シャンソン歌手・石井好子は親戚にあたる。

## 主な制作
<舞台>
・『諸星大二郎トリビュート 〜グリムのような夜の饗宴～』(2013年、パラポリカビス、音楽・出演)
・家畜人集会(2021年、音楽・出演)
・『G 線上のアリア』  (2022年、劇団PSYCHOSIS、音楽)
・『都市伝説康芳夫～モハメド・アリに魅せられた国際暗黒プロデューサー』（2022年、劇団羊風舎、音楽・出演)
・『(ふたりの)とても小さくて大きな王』(2023年、りくろあれ、音楽・出演)
・群論序説『ALICE IN WONDERLAND-不思議の國のアリス-』(2024年、劇団PSYCHOSIS、音楽)

<CM>
・ネスレ日本『ネスカフェ ゴールドブレンド コク深め』(2015年)
・ネスレ日本『 アンバサダー』(2015年)
・佐藤製薬 リングルアイビーα200(2017)
・明治『おうちでおかしなかおPLAY!』(2021年)
・明治 SAVAS (2021年)
・明治ウイダーinゼリー(2021年)
・牛角 ウルトラ肉の日(2021年)
・AMR薬剤耐性 広告(2021年)
・和漢処 あすか温活内服液(2021年)
・勤労者財産形成貯蓄制度 広告(2021年
・フィッシャープライス インファント・トドラーロッカー(2021年)
・中小企業退職金共済 広告(2022年)
・トリム <鳥居みゆきと朝藤りむによるファッションブランド>(2023年)他多数
<ファッションショー>
Rakuten Fashion Week TOKYO (2020年、pays des fées、音楽)
Rakuten Fashion Week TOKYO (2024年、pays des fées、音楽)
他
<アニメ>
エンゼルフィッシュの日(2011年、音楽)
<映画>
闇刻の宴 (2014年、音楽)
<音楽提供、出演>
サンクトペテルブルグ国立舞台サーカス(2019年、音楽)
Tenryu Project (2012年、音楽)
ゆうばり映画祭 2011 (音楽)
ゆうばり映画祭2023 (出演)
<参加作品>
・SISTER+『ATMOSPHERE』 (1999年、ストレンジデイズレーベル、作詞、作曲、ボーカル)
・a piece of cake  『沈黙のカフェでランチを』 (2015年、ベルウッドレコード、 編曲、レコーディング、ミックス)
・魔法少女てんてるマロンOP曲(2015年 、作詞)
・舞台 ふしぎ遊戯 (2016年、あうるすぽっと、音楽プログラミング)
・影野若葉『別れの夏へ』 (2018年、サザナミレーベル、レコーディング、ミックス、コーラス)
・上野まな『嘘を許さない月』(2011年)
・唯美人形  ほぼ全ての楽曲の作詞、作曲、編曲